# Ruta 158 (Costa Rica)
La Ruta 158, oficialmente Ruta Nacional Secundaria 158, es una ruta nacional de Costa Rica ubicada en la provincia de Guanacaste.

## Descripción
En la provincia de Guanacaste, la ruta atraviesa el cantón de Nicoya (el distrito de Mansión), el cantón de Hojancha (los distritos de Hojancha, Puerto Carrillo, Matambú).